# Antoni Pluta
Antoni Stanisław Pluta – polski technolog żywności i żywienia, doktor habilitowany nauk rolniczych, profesor w Szkole Głównej Gospodarstwa Wiejskiego w Warszawie, specjalista od technologii mleka.

## Kariera naukowa
W 1981 roku na Wydziale Technologii Żywności Szkoły Głównej Gospodarstwa Wiejskiego w Warszawie uzyskał tytuł magistra inżyniera. W 1983 roku został zatrudniony na tejże uczelni, a w 1990 roku uzyskał na niej stopień doktora nauk rolniczych w zakresie technologii żywności i żywienia na podstawie rozprawy pt. Wpływ wybranych czynników technologicznych na zawartość azotanów i azotynów w serze typu holenderskiego oraz jego jakość, której promotorem był Stanisław Zmarlicki. W 2009 roku ten sam wydział nadał mu stopień doktora habilitowanego nauk rolniczych w dyscyplinie technologii żywności i żywienia na podstawie pracy pt. Badania nad otrzymywaniem serów typu holenderskiego o zmniejszonej zawartości tłuszczu.